# Харет
Харет (рум. Haret) — село у повіті Вранча в Румунії. Адміністративно підпорядковане місту Мерешешть.
Село розташоване на відстані 186 км на північний схід від Бухареста, 24 км на північ від Фокшан, 140 км на південь від Ясс, 84 км на північний захід від Галаца, 127 км на схід від Брашова.

## Населення
За даними перепису населення 2002 року у селі проживали 558 осіб, усі — румуни. Усі жителі села рідною мовою назвали румунську.